# Lens
|  | Denne artikel omhandler byen Lens. Opslagsordet er også den latinske betegnelse for Linse-slægten |
Lens er en by og kommune i det nordlige Frankrig. Lens er sous-préfecture (administrationscenter) i departementet Pas-de-Calais i regionen Hauts-de-France, og har ca. 35 000 indbyggere. Byen er en af de store picardiske byer i Frankrig sammen med Lille, Valenciennes, Amiens, Roubaix, Tourcoing, Arras og Douai.
Lens hører til en samling af kommuner kaldet Lens-Liévin, som samler 36 kommuner med et folketal på ca. 250 000 indbyggere.
Lens danner også et storbyområde sammen med Douai som har et folketal på 552 682 indbyggere (1999).

## Økonomi
Byen er et industrielt center og har en lang historie som kulmineby.